# Anton Horner
Anton Horner (Krajková (Bohèmia), 21 de juny, 1877 - Filadèlfia (USA), 4 de desembre, 1971) va ser un intèrpret de corn nord-americà.

## Biografia
Anton Horner va néixer a com a fill de l'armer Franz Horner i d'Anna, filla del mestre armero de Gossengrün Wenzel Dörfler, ambdues famílies estaven establertes des de feia temps a la ciutat, els Horner des de almenys 1591, els Dörfler des de 1531. Inicialment va estudiar violí al Conservatori de Leipzig. També va tocar la trompa fins que Friedrich Gumpert el va convèncer perquè l'estudiés com a instrument principal.
Horner va ser nomenat trompa principal de l'Orquestra Simfònica de Pittsburgh amb Victor Herbert el 1894. El 1901 va ser membre de la John Philip Sousa Band. El 1902 va esdevenir trompa principal de l'Orquestra de Filadèlfia. Va ser professor al Curtis Institute of Music de 1924 a 1942. En aquest paper va tenir una gran influència en el desenvolupament del toc de trompa als EUA.
Va participar en el desenvolupament d'un corn doble completament desenvolupat (model "Horner-Philadelphia"). Va treballar amb l'empresa alemanya Instrumentenbau Ed. Kruspe a Erfurt, que va fabricar aquest model a partir de 1904. Aquests instruments van ser importats als EUA per Anton Horner i van ser molt utilitzats allà.
Horner va ser cofundador de la International Horn Society (IHS).
Horner estava casat amb Alice E. née Roeth († 19 de juliol de 1962 a Filadèlfia) i va tenir dues filles (Louise Mary, 1905-2000 i Mildred Anna, 1910–1994.